# Bugaz
Bugaz (în ucraineană Затока, transliterat: Zatoka) este o așezare de tip urban în comuna Karolino-Bugaz din raionul Cetatea Albă, regiunea Odesa, Ucraina. Are 1.637 locuitori (2011). Este o stațiune balneară de pe coasta Mării Negre, frecventată în mod special de persoane cu venituri medii din Ucraina și Republica Moldova.
Este cea mai estică localitate a Basarabiei, iar în perioada interbelică a fost cea mai estică localitate a României.
Până la 28 iunie 1940 a făcut parte din România (județul Cetatea Albă). La 2 august 1940 a fost luat cu forța de către URSS și încorporat în Ucraina Sovietică, însă în luna Iulie 1941 este eliberat și atribuit din nou României până în luna Aprilie 1944. La Bugaz se află podul peste strîmtoarea Țarigrad, ce asigură comunicarea rutieră și feroviară a raioanelor ucrainene din sudul Basarabiei cu restul Ucrainei.